# Chasse à l'homme à Ceylan
Pour plus de détails, voir Fiche technique et Distribution.
Chasse à l'homme à Ceylan (titre original : Kommissar X – Drei gelbe Katzen) est un film franco-italo-autrichien réalisé par Rudolf Zehetgruber et Gianfranco Parolini sorti en 1966.
C'est le deuxième d'un total de sept films de la série Commissaire X (de), adaptée des dime novels de Bert F. Island.

## Synopsis
Au nom d'un homme qui se fait appeler "le Chef", les trois criminels King, Nitro et Sunny tentent de kidnapper Babs Lincoln, la fille de l'ambassadeur américain Jefferson Lincoln, à Ceylan. Lors de la première tentative d'enlèvement, qui échoue, l'employé de l'ambassade, M. Rogers, meurt d'un coup fatal de karaté de Kings. On convoque le capitaine Tom Rowland de la brigade des homicides, qui arrive un peu plus tard à Colombo. Le neveu de Jefferson Lincoln, Philip Dawson, et la charmante Babs attendent l'ami de Rowland, le détective privé Jo Walker, connu sous le nom de "Commissaire X". Lincoln a engagé Walker pour protéger sa fille.
Rowland et Walker se rencontrent à l'hôtel. Peu après son arrivée, le détective privé manque d'être victime d'un meurtre dans un bain d'acide. L'inspecteur Da Silva de la police locale soupçonne les « Chats Jaunes » d'être à l'origine de la tentative d'enlèvement et d'assassinat. Autrefois une société secrète de ce nom luttait contre la domination coloniale britannique, maintenant un gang de gangsters s'appelle ainsi. Après que seuls des habitants sont assassinés ou simplement disparus jusqu'à présent, les « Chats jaunes » et leur patron tentent maintenant d'extorquer une rançon d'un million de dollars à Jefferson Lincoln. Après une autre tentative de meurtre infructueuse, cette fois avec de la nitroglycérine, une poursuite s'ensuit. Sunny, membre des Chats Jaunes, est abattu. Baker identifie le corps comme un ancien employé du chasseur de gros gibier John Farrell. Ce dernier avait quelque chose à voir avec les Chats Jaunes et s'est enfui en Floride il y a quelques mois.
Grâce à un système d'écoute, installé par la directrice de l'hôtel Michèle pour Da Silva, le commissaire X et le capitaine Rowland apprennent que Philip Dawson a travaillé avec les Chats Jaunes et veut maintenant récupérer le million de dollars de Jefferson Lincoln pour lui-même. Mais après que Dawson a reçu l'argent sur un aérodrome dans la jungle, il est assassiné par King. Rowland et Walker se rendent chez John Farrell où la remise de l'argent avec le gang aurait dû avoir lieu. Le bâtiment se dresse sur un plan d'eau que les habitants appellent avec révérence « Lac de la Mort ». Le commissaire X et le capitaine Rowland, qui arrivent au lieu hanté en bateau, sont déjà attendus par King et Nitro. Avec un trimaran futuriste, les deux criminels parviennent dans un premier temps à repousser Walker et son ami.
L'inspecteur Da Silva découvre que Baker a payé quelqu'un pour se faire passer pour Farrell à Miami. Walker et Rowland, qui ont dû passer la nuit au lac de la mort, finissent par déjouer King et Nitro et s'introduisent par effraction dans la maison de Farrell. Ils y rencontrent Baker, qui est en fait le docteur Finn. Son projet de recherche sur les bactéries mortelles fut saboté aux États-Unis par Jefferson Lincoln, c'est pourquoi il s'est installé à Ceylan. Avec la menace de larguer une de ses bombes bactériennes ici, il comptait extorquer le million de dollars. Dans un laboratoire sous la maison de Farrell, Finn détient Babs Lincoln et Michèle. Finn s'enfuit et Jo Walker et Michèle menottés dans le laboratoire qui se détruit. Les deux peuvent se libérer au dernier moment. À la poursuite du Dr. Finn et Babs Lincoln à l'ancien aérodrome, Jo et Michèle se font mitrailler par le personnel de Finn. Il les poursuit à travers le Lac de la Mort avec le trimaran équipé de charges explosives et le transforme en une mer de flammes.
Pendant ce temps, un duel de karaté entre King et le capitaine Rowland se déroule dans le temple secret des Chats Jaunes. King perd le combat et se jette humilié pour sa mort. En bloquant la piste avec le troupeau d'éléphants du chasseur sauvage Barret, Walker et Rowland empêchent Finn de décoller. Après que Babs est en sécurité et que Nitro est mort sous la pluie de balles de la police, le commissaire X se précipite enfin dans l'avion de Finn. Walker peut s'échapper avant même que la machine et le chercheur sans scrupules n'explosent.

## Fiche technique
- Titre : Chasse à l'homme à Ceylan
- Titre original : Kommissar X – Drei gelbe Katzen
- Réalisation : Rudolf Zehetgruber, Gianfranco Parolini assistés de Bata Stojanovic
- Scénario : Rudolf Zehetgruber
- Musique : Gino Marinuzzi
- Direction artistique : Niko Matul
- Costumes : Blanda Stefani
- Photographie : Klaus von Rautenfeld
- Son : Vladimir Dodig, Rainer Lorenz
- Montage : Edmondo Lozzi, René Le Hénaff
- Production : Hans Pflüger, Theo Maria Werner, Jacques Willemetz
- Société de production : Parnass-Film, Danny Film, Danubia Films, Filmédis, Jacques Willemetz
- Société de distribution : Bavaria-Filmverleih
- Pays de production :  Autriche,  France,  Italie
- Langue : allemand
- Format : Couleur - 2,35:1 - Mono - 35 mm
- Genre : Espionnage
- Durée : 100 minutes
- Dates de sortie :
  - Autriche : 17 avril 1966.
  - Allemagne : 17 mai 1966.
  - Italie : 24 juin 1966.
  - France : 15 mars 1967[1].

## Distribution
- Tony Kendall : Jo Louis Walker, le "Commissaire X"
- Brad Harris : Capitaine Tom Rowland
- Ann Smyrner : Babs Lincoln
- Dan Vadis : King
- Siegfried Rauch : Nitro
- H. D. Kalatunga : Sunny
- Michèle Mahaut : Michèle
- Philippe Lemaire : Philip Dawson
- Erno Crisa : Dr. Baker
- A. Jayaratna : Inspecteur Da Silva
- Rudolf Zehetgruber : Barret
- Paul Beckmann : Rogers
- Joe Abey : Inspecteur Khamar
- Chandrika Lyanegi : la photographe Champa

## Production
Les producteurs Hans A. Pflüger et Theo Maria Werner ont remporté un grand succès avec le premier film de la série Commissaire X, Le commissaire X traque les chiens verts, sorti dans les salles allemandes le 11 mars 1966. Sur le marché très disputé du cinéma, ils rivalisent directement avec les films populaires Jerry Cotton de Constantin Film, également basés sur les aventures d'un héros de roman de gare allemand. En particulier, il faut s'affirmer dans la seconde moitié des années 1960 face aux nombreux films d'agents internationaux tournés au fil des films britanniques de James Bond.
Avant même la sortie du premier film, les préparatifs sont en cours pour sa suite. On décide de porter à l'écran l'un des romans les plus connus de la série publiée par Erich-Pabel-Verlag, Drei gelbe Katzen, le numéro 73, paru en 1960. Cette fois, Karl-Heinz Günther, l'inventeur du Commissaire X, en est l'auteur.
Afin de rendre à moitié justice au roman, basé en Birmanie à l'époque, et de ne pas offrir au public une simple copie du premier film de Commissaire X, on choisit un lieu encore plus exotique, de nouveaux partenaires de production et un réalisateur et scénariste différents pour la suite. La société de production Parnass-Film de Hans A. Pflüger et Theo Maria Werner travaille cette fois avec des coproducteurs à Vienne (Danubiafilm), Rome (Danny Film) et Paris (Jacques Willemetz et Filmédis). Dans ce qui est alors Ceylan, où le film est tourné et où l'action est déplacée, le tournage est pris en charge par le partenaire de service Ceylon Tours.
Les acteurs principaux sont à nouveau Tony Kendall, né à Rome, dans le rôle du Commissaire X et l'Américain Brad Harris en tant qu'ami et rival, le capitaine Tom Rowland. L'acteur américain Dan Vadis, qui joue l'un des méchants du film, obtient son rôle grâce à la médiation de son ami Harris. Le reste de la distribution est également composé d'une distribution internationale, dont Ann Smyrner du Danemark, Siegfried Rauch d'Allemagne, Philippe Lemaire de France et Paul Beckman de Belgique. Le réalisateur Zehetgruber tient une figuration sous le pseudonyme de Rolf Zehett, apparaissant dans le rôle du chasseur de gros gibier Barret dans un costume qui sera similaire à celui de la série de films allemands La Coccinelle (de).
Une scène qui se déroule dans le film à Singapour est tournée devant l'hôtel de ville de Colombo. Le Musée national sert de toile de fond à l'ambassade des États-Unis. L'hôtel Mount Lavinia à Dehiwala-Mount Lavinia est mis en scène de manière impressionnante. Les enregistrements du Lac de la Mort sont faits dans l'un des nombreux réservoirs près d'Anuradhapura. Le temple des Trois Chats Jaunes se trouve, du moins de l'extérieur, dans le célèbre rocher de Sigiriya. Le producteur Theo Maria Werner recherche ded motifs en alternance avec le chef décorateur Niko Matul et le directeur de photographie de la deuxième unité, Francesco Izzarelli. Pendant le tournage avec le réalisateur, ils se rendent dans le pays pour tourner de nouveaux lieux avec un Polaroid Automatic 100. Les plans intérieurs sont tournés dans un studio de cinéma à Hong Kong après avoir quitté Ceylan. L'acteur principal Brad Harris est à la fois cascadeur et coordinateur des actions et des cascades, avec le soutien de son collègue Dan Vadis.
La bande originale est composée par Gino Marinuzzi fils. La chanson I Love You, Joe Walker, interprétée par Angelina Monti, thème musical de la première partie, écrite par Gianfranco Parolini et composée par Mladen Gutesha revient comme mélodie occasionnelle.
À l'exception de Siegfried Rauch, qui s'est doublé pour la version allemande, les doubleurs en allemand sont :
| Acteurs                        | Rôles            | Doubleurs (en allemand) |
| ------------------------------ | ---------------- | ----------------------- |
| Jo Louis Walker, Commissaire X | Tony Kendall     | Gert Günther Hoffmann   |
| Capitaine Tom Rowland          | Brad Harris      | Rainer Brandt           |
| Babs Lincoln                   | Ann Smyrner      | Renate Küster           |
| King                           | Dan Vadis        | Benno Hoffmann          |
| Sunny                          | H. D. Kulatung   | Michael Chevalier       |
| Michèle                        | Michèle Mahaut   | Margot Leonard          |
| Philip Dawson                  | Philippe Lemaire | Arnold Marquis          |
| Dr. Baker                      | Erno Crisa       | Claus Biederstaedt      |
| Inspecteur Da Silva            | A. Jayaratna     | Horst Niendorf          |
| Rogers                         | Paul Beckman     | Heinz Petruo            |
| Inspecteur Khamar              | Joe Abey         | Gerd Duwner             |
| John Farrell                   | N. N.            | Gerd Martienzen         |
| Todd                           | N. N.            | Friedrich Schoenfelder  |
| Le porteur d'argent            | N. N.            | Harry Wüstenhagen       |